# Temporada 1968-69 de los Cincinnati Royals
La temporada 1968-69 fue la vigésimo primera de los Royals en la NBA. La temporada regular acabó con 41 victorias y 41 derrotas, ocupando el quinto puesto de la División Este, no logrando clasificarse para los playoffs.

## Elecciones en elDraft
| Ronda | Puesto | Jugador     | Posición | Nacionalidad   | Universidad |
| ----- | ------ | ----------- | -------- | -------------- | ----------- |
| 1     | 5      | Don Smith   | Pívot    | Estados Unidos | Iowa State  |
| 3     | 27     | Pat Frink   | Base     | Estados Unidos | Colorado    |
| 3     | 28     | Fred Foster | Alero    | Estados Unidos | Miami (OH)  |

## Temporada regular
| División Este        | División Este | División Este | División Este | División Este | División Este | División Este | División Este | División Este |
| Equipo               | G             | P             | %             | PD            | Casa          | Fuera         | Neutral       | Div           |
| -------------------- | ------------- | ------------- | ------------- | ------------- | ------------- | ------------- | ------------- | ------------- |
| x-Baltimore Bullets  | 57            | 25            | .695          | –             | 29–9          | 24–15         | 4–1           | 26–14         |
| x-Philadelphia 76ers | 55            | 27            | .671          | 2             | 26–8          | 24–16         | 5–3           | 23–17         |
| x-New York Knicks    | 54            | 28            | .659          | 3             | 30–7          | 19–20         | 5–1           | 26–14         |
| x-Boston Celtics     | 48            | 34            | .585          | 9             | 24–12         | 21–19         | 3–3           | 23–17         |
| Cincinnati Royals    | 41            | 41            | .500          | 16            | 15-13         | 16–21         | 10–7          | 20–20         |
| Detroit Pistons      | 32            | 50            | .390          | 25            | 21–17         | 7–30          | 4–3           | 13–27         |
| Milwaukee Bucks      | 27            | 55            | .329          | 30            | 15–19         | 8–27          | 4–9           | 7–29          |

## Estadísticas
| Rk | Jugador         | Edad | P  | PT | MP   | TC  | TCI  | %TC  | TL  | TLI | %TL  | RB   | AS  | FP  | PTS  |
| 1  | Oscar Robertson | 30   | 79 |    | 43.8 | 8.3 | 17.1 | .486 | 8.1 | 9.7 | .838 | 6.4  | 9.8 | 2.9 | 24.7 |
| 2  | Jerry Lucas     | 28   | 74 |    | 41.6 | 7.5 | 13.6 | .551 | 3.3 | 4.4 | .755 | 18.4 | 4.1 | 2.8 | 18.3 |
| 3  | Tom Van Arsdale | 25   | 77 |    | 39.7 | 7.1 | 16.0 | .444 | 5.2 | 6.9 | .747 | 4.6  | 2.7 | 3.9 | 19.4 |
| 4  | John Tresvant   | 29   | 51 |    | 33.0 | 4.7 | 10.4 | .450 | 2.5 | 4.4 | .583 | 8.2  | 2.0 | 3.8 | 11.9 |
| 5  | Connie Dierking | 32   | 82 |    | 31.0 | 6.7 | 15.0 | .443 | 3.0 | 3.9 | .762 | 9.0  | 2.7 | 3.7 | 16.3 |
| 6  | Al Tucker       | 25   | 28 |    | 22.4 | 4.5 | 9.5  | .475 | 1.8 | 2.6 | .671 | 4.4  | 0.7 | 2.7 | 10.8 |
| 7  | Fred Hetzel     | 26   | 31 |    | 22.1 | 4.5 | 9.3  | .488 | 2.8 | 3.4 | .838 | 4.5  | 0.9 | 3.0 | 11.9 |
| 8  | Adrian Smith    | 32   | 73 |    | 18.3 | 3.3 | 7.7  | .432 | 3.0 | 3.7 | .807 | 1.4  | 1.7 | 2.3 | 9.6  |
| 9  | Walt Wesley     | 24   | 82 |    | 16.3 | 3.0 | 6.5  | .459 | 1.6 | 2.5 | .647 | 4.9  | 0.6 | 2.3 | 7.6  |
| 10 | Bill Dinwiddie  | 25   | 69 |    | 14.9 | 1.8 | 5.1  | .352 | 0.7 | 1.3 | .517 | 3.5  | 0.8 | 2.1 | 4.2  |
| 11 | Fred Foster     | 22   | 56 |    | 8.9  | 1.3 | 3.4  | .383 | 0.8 | 1.2 | .652 | 1.1  | 0.6 | 0.9 | 3.4  |
| 12 | Pat Frink       | 23   | 48 |    | 7.6  | 1.0 | 3.1  | .340 | 0.5 | 0.6 | .793 | 0.9  | 1.1 | 1.1 | 2.6  |
| 13 | Don Smith       | 22   | 20 |    | 5.4  | 0.9 | 2.2  | .419 | 0.1 | 0.4 | .286 | 1.6  | 0.2 | 0.9 | 1.9  |
| 14 | Doug Sims       | 25   | 4  |    | 3.0  | 0.5 | 1.3  | .400 | 0.0 | 0.0 |      | 1.0  | 0.0 | 1.0 | 1.0  |

## Galardones y récords
| Jugador         | Galardón                          |
| Oscar Robertson | Mejor quinteto de la NBA All-Star |
| Jerry Lucas     | All-Star                          |